# Maku (tenda)

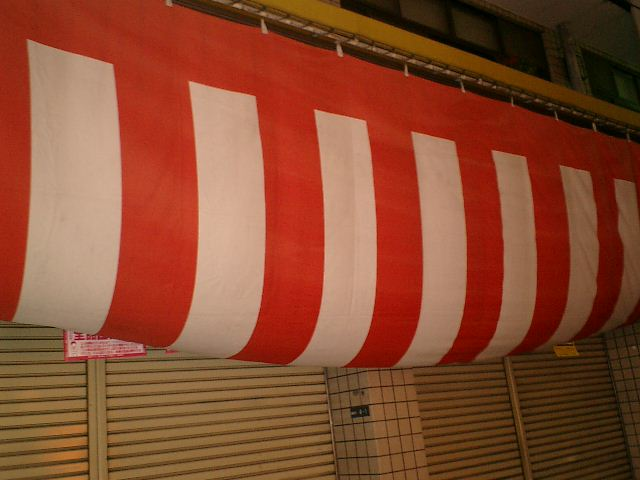
Kōhakumaku

Una maku (幕?) è un particolare tipo di tenda con diversi usi nella cultura giapponese. Utilizzano principalmente in celebrazioni, riti shintoisti e nel teatro. In base all'uso a cui è designata assume differenti nomi, come kōhakumaku, kujira-maku, jin-maku, asagi-maku.
La parola maku indica anche gli atti nel teatro giapponese, come il Bunraku e il Kabuki.

## Kōhaku-maku
Le kōhakumaku (紅白幕? tenda bianca e rossa) sono tende decorative con un disegno a linee rosse e bianche. Questi elementi decorativi sono usati in occasioni festive, come nozze e celebrazioni speciali.

## Kujira-maku
Le kujira-maku (鯨幕? tenda balena) sono un tipo di tende con un disegno a linee nere e bianche utilizzate in occasioni di lutto, principalmente funerali. Il nome della kujira-maku deriva dalla somiglianza tra le strisce nere e bianche e l'alternanza di pelle e grasso di balena.

## Asagi-maku
Le asagi-maku (浅黄幕? tenda giallo chiaro) sono tende decorative utilizzate durante i riti shintoisti. Queste tende possono avere anche un disegno a linee gialle e bianche, anche se non tutte hanno questi colori. Alcune di loro sono blu e bianche.
Anche nel teatro kabuki viene utilizzata una tenda di colore giallo chiaro chiamata asagi-maku, con la differenza che in questo caso  consiste in un tessuto di un solo colore.

## Jin-maku
Le jin-maku (陣幕? tenda di campagna) erano tessuti utilizzati nelle campagne militari per proteggere coprire il centro delle operazioni dei generali o shōgun. Erano utilizzate principalmente per proteggere del vento, oltre che per eludere le osservazioni di possibili spie.
Durante le campagne si era soliti montare quattro jin-maku intorno agli alloggi degli ufficiali, coprendo il perimetro. Queste tende andavano montate su corde appese a pertiche, alberi o edifici, a seconda della situazione e del luogo.
È interessante notare che il nome giapponese dello shogunato (ossia, il governo di un shōgun) è bakufu (幕府,? governo della tenda).